# 原田改三
原田 改三（はらだ かいぞう、1914年（大正3年）3月31日 - 2001年（平成13年）6月3日）は、昭和から平成時代の政治家。愛媛県北条市長。温泉郡浅海村長。

## 経歴
北条市出身。1934年（昭和9年）愛媛県師範学校専攻科、1940年（昭和15年）広島高等師範学校教育科、1944年（昭和19年）広島文理科大学心理学専攻を経て、1945年（昭和20年）熊本陸軍予備士官学校卒業。
1934年（昭和9年）泊・伊台小学校訓導、1940年（昭和15年）延岡高等女学校教諭を経て、1946年（昭和21年）温泉郡浅海村助役に就任。1947年（昭和22年）同村長に就任。愛媛県議会議員を経て、1962年（昭和37年）北条市長に就任した。
1977年（昭和52年）北条育成園長となり、1984年（昭和59年）再び北条市長に当選。1992年（平成4年）落選。通算5期市長を務めた。

## 栄典
勲章等
- 藍綬褒章[1][2]